# Anyphops stridulans
Anyphops stridulans là một loài nhện trong họ Selenopidae.
Loài này thuộc chi Anyphops. Anyphops stridulans được George Newbold Lawrence miêu tả năm 1940.